# NGC 6477
NGC 6477 este o galaxie situată în constelația Dragonul. A fost descoperită în 25 septembrie 1886 de către Lewis A. Swift.